# B-50超级堡垒轰炸机
B-50超级堡垒战略轰炸机（Boeing B-50 Superfortress）是波音B-29超级堡垒轰炸机二战后改进版本，装配有更强大的普拉特&惠特尼R-4360型发动机，同时加固了结构，配有更高的散热片。这是波音公司为美国空军设计最后的活塞引擎轰炸机。B-50在美国空军服役近20年。
在空军战略司令部服役结束后，B-50的机身被改装为战术空军司令部的空中加油机（KB-50）和航空气象局的气象侦察机（WB-50）。由于1964年10月14日KB-50J 48-065因金属疲劳和腐蚀导致坠毁，运油和飓风追踪者的改装版本均在1965年3月退役。